# Charitopsis spinosus
Charitopsis spinosus è un pesce osseo estinto, appartenente ai gonorinchiformi. Visse nel Cretaceo superiore (Cenomaniano, circa 95 milioni di anni fa) e i suoi resti fossili sono stati ritrovati in Libano.

## Descrizione
Questo pesce era di forma allungata, e poteva raggiungere e oltrepassare i 10 centimetri di lunghezza. L’aspetto doveva assomigliare a quello dell’attuale Gonorhynchus, soprattutto per quanto riguarda la forma tubolare del corpo. Charitopsis era molto simile a Charitosomus, i cui fossili sono stati rinvenuti nello stesso giacimento, ma al contrario di quest’ultimo possedeva una branca preopercolare allungata e vi era una netta separazione tra l’osso dentale e l’angolare; queste due caratteristiche si riscontrano invece nei generi più recenti Notogoneus dell’Eocene e in Gonorhynchus. Inoltre, sembra che Charitopsis fosse il solo gonorinchiforme dotato di una premascella piatta e di un opercolo con un bordo posteriore fortemente spinoso. 

## Classificazione
Descritto per la prima volta da Gayet nel 1993, Charitopsis è noto per numerosi fossili ritrovati nel giacimento di Haqil, in Libano. E’ stato considerato congenerico con Charitosomus, ma i due animali erano differenti sotto alcuni aspetti tali da giustificare la separazione tra generi. In ogni caso, sia Charitosomus e Charitopsis, insieme con l’analogo Hakeliosomus, sono considerati parte dei gonorinchiformi; in particolare, Charitopsis potrebbe essere vicino all’origine di forme come Notogoneus e Gonorhynchus. 